# Katrin Langensiepen
Katrin Langensiepen, née le 10 octobre 1979 à Langenhagen, est une femme politique allemande. Membre de l'Alliance 90/Les Verts (Die Grünen), elle est élue députée européenne en 2019 et réélue en 2024.